# Hyperolius picturatus
Hyperolius picturatus és una espècie de granota de la família dels hiperòlids que viu a Costa d'Ivori, Ghana, Guinea, Libèria, Sierra Leona i, possiblement també, a Togo.
Està amenaçada d'extinció per la pèrdua del seu hàbitat natural.